# العلاقات الكورية الشمالية الميكرونيسية
العلاقات الكورية الشمالية الميكرونيسية هي العلاقات الثنائية التي تجمع بين كوريا الشمالية وولايات ميكرونيسيا المتحدة.

## مقارنة بين البلدين
هذه مقارنة عامة ومرجعية للدولتين:
| وجه المقارنة                                              | كوريا الشمالية                        | ولايات ميكرونيسيا المتحدة |
| --------------------------------------------------------- | ------------------------------------- | ------------------------- |
| المساحة (كم2)                                             | 120.54 ألف                            | 702                       |
| عدد السكان (نسمة)                                         | 25.49 مليون                           | 105.54 ألف                |
| الكثافة السكانية (ن./كم²)                                 | 211.47                                | 15.03 ألف                 |
| العاصمة                                                   | بيونغيانغ                             | باليكير                   |
| اللغة الرسمية                                             | لغة كوريا الشمالية القياسية ‏          | لغة إنجليزية              |
| العملة                                                    | وون كوري شمالي                        | دولار أمريكي              |
| الناتج المحلي الإجمالي (بليون دولار)                      |                                       | 336.43 مليون              |
| الناتج المحلي الإجمالي (تعادل القوة الشرائية) بليون دولار |                                       | 365.27 مليون              |
| الناتج المحلي الإجمالي الاسمي للفرد دولار أمريكي          |                                       | 3.02 ألف                  |
| الناتج المحلي الإجمالي للفرد دولار أمريكي                 |                                       |                           |
| مؤشر التنمية البشرية                                      |                                       | 0.640                     |
| رمز المكالمات الدولي                                      | +850                                  | +691                      |
| رمز الإنترنت                                              | .kp                                   | .fm                       |
| المنطقة الزمنية                                           | ت ع م+08:30، ت ع م+08:30، ت ع م+09:00 |                           |

## منظمات دولية مشتركة
يشترك البلدان في عضوية مجموعة من المنظمات الدولية، منها:
| علم المنظمة | اسم المنظمة              | تاريخ انضمام كوريا الشمالية | تاريخ انضمام ولايات ميكرونيسيا المتحدة |
| ----------- | ------------------------ | --------------------------- | -------------------------------------- |
|             | الأمم المتحدة            | 17 سبتمبر 1991              | 17 سبتمبر 1991                         |
|             | الاتحاد الدولي للاتصالات | ?                           | 18 مارس 1993                           |
|             | يونسكو                   | 18 أكتوبر 1974              | 19 أكتوبر 1999                         |

## وصلات خارجية
- موقع وزارة الخارجية الكورية الشمالية